# モグラ科

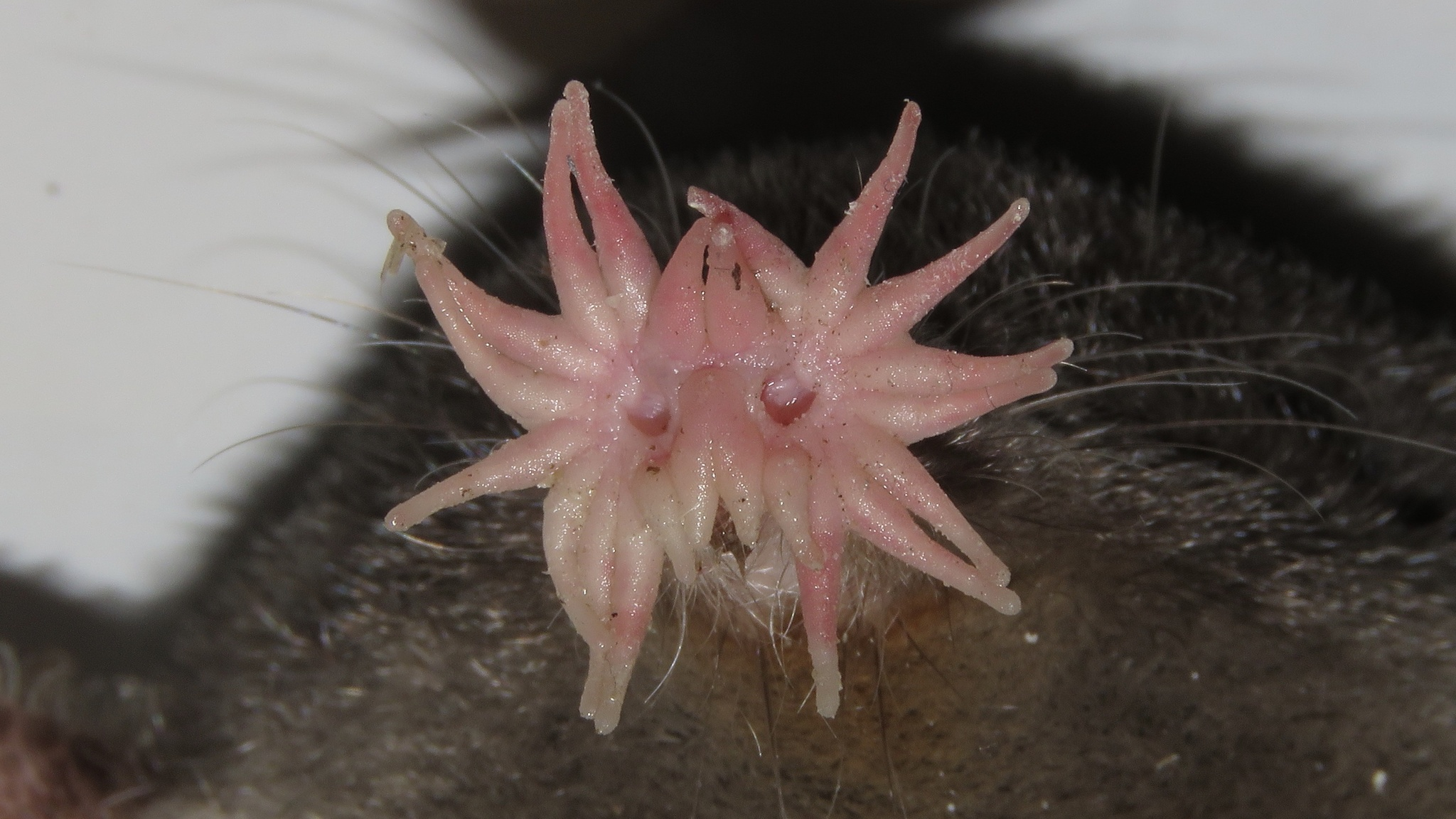
ホシバナモグラの鼻先のアイマー器官

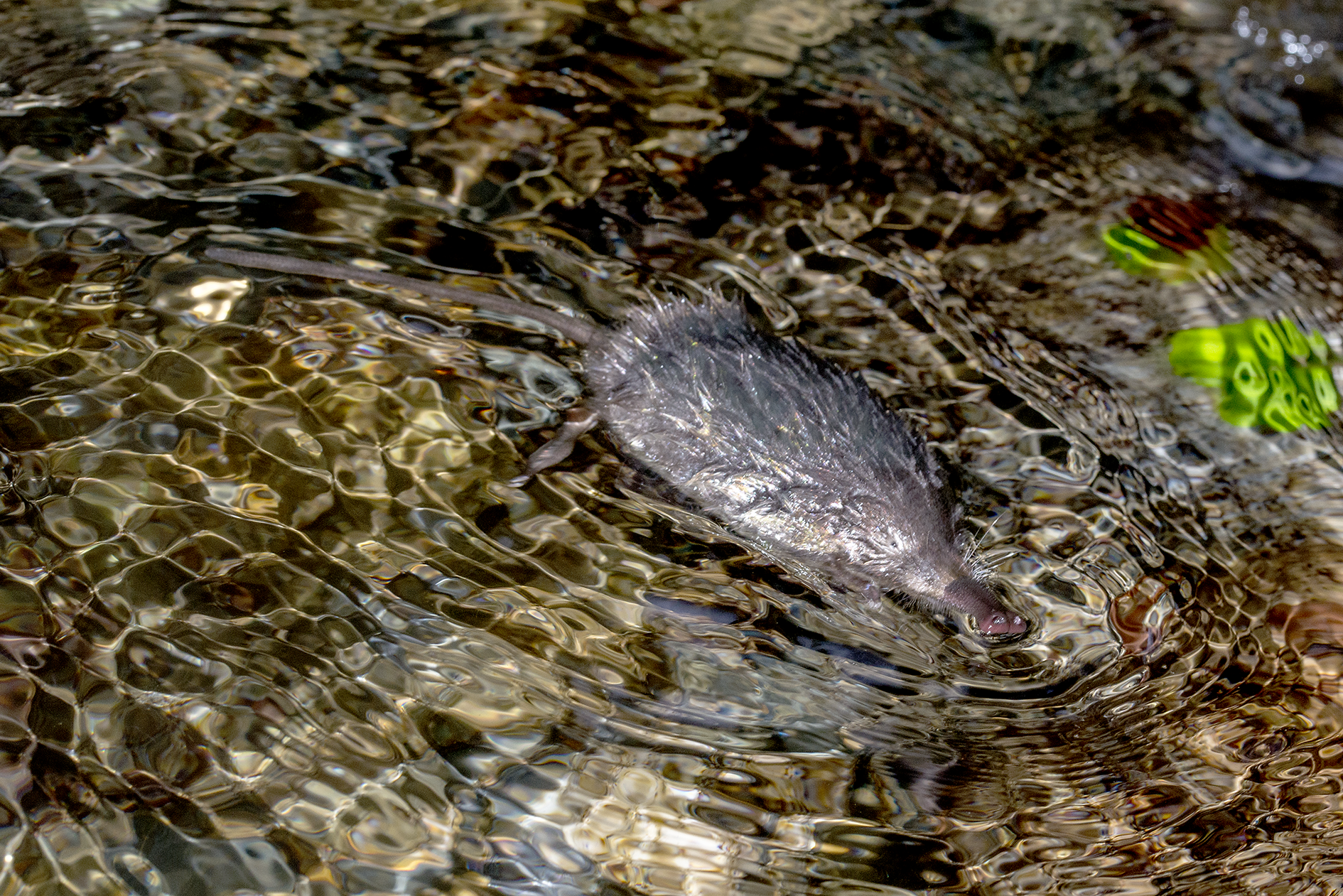
渓流に生息するピレーネーデスマン

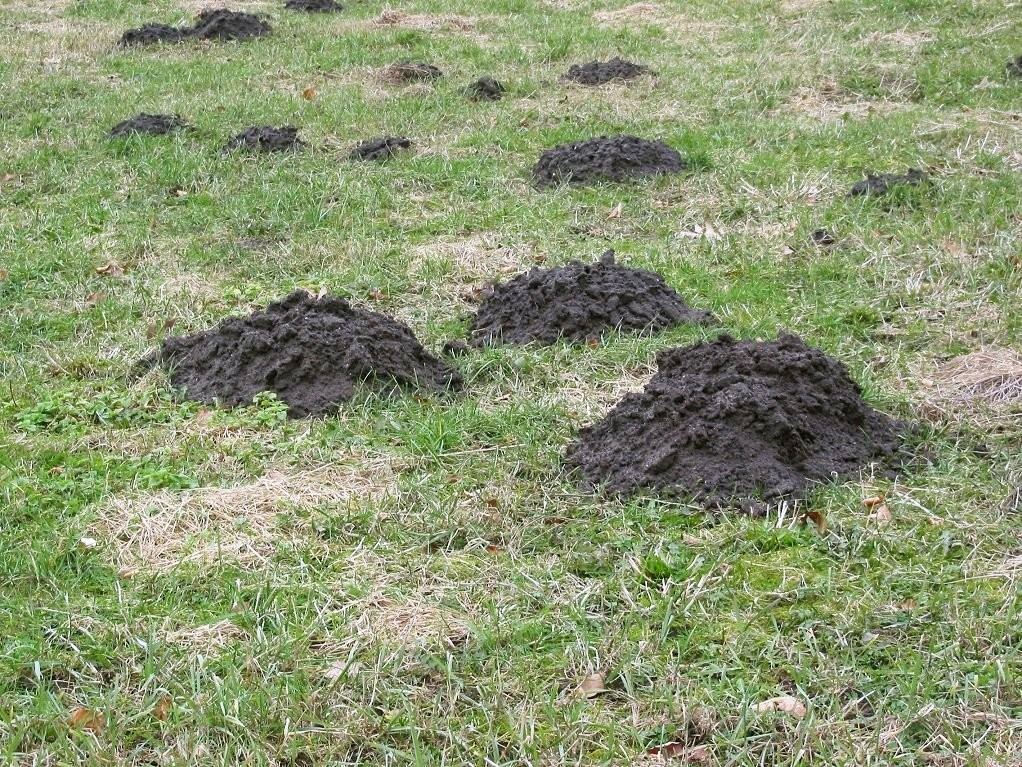
モグラが巣穴を作った跡をモグラ塚と呼ぶ。

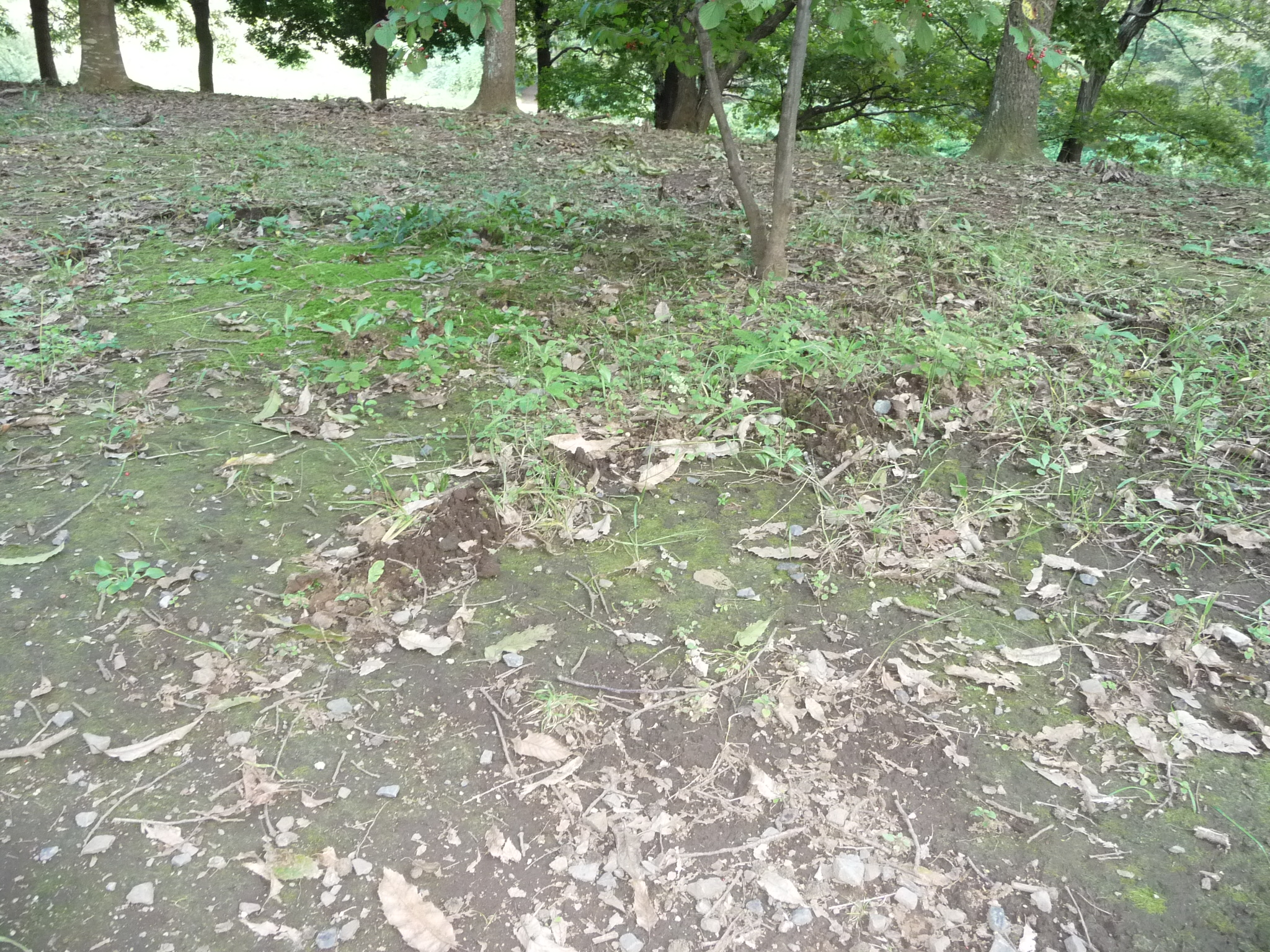
モグラが堀り進んだ痕跡（手前の右肩上がりの土盛り）2008年10月千葉市加曽利貝塚にて

モグラ科（モグラか、Talpidae）は、哺乳綱真無盲腸目に分類される科。
中国語では、鼴、鼴鼠、鼢、鼢鼠。また、学名「鼢」は齧歯目のモグラネズミ（モグラネズミ属 Myospalax）を指す。

## 分布
ヨーロッパ、アジア、北アメリカ
地中にいるイメージがあるが、ロシアのボルガ川、ドン川、ウラル川に棲む水棲傾向があるロシアデスマン、フランス南部やスペイン北部などの渓流に生息するピレネーデスマン、北アメリカ大陸北東部の湿地に生息する半水生のホシバナモグラなど水辺での生活に適応している種もいる。
一方、日本の本州・四国・九州などの（低山帯の）地表に棲むヒミズ、中国などで地表や落葉の下で生息するミミヒミズ属のように地表で獲物を探す傾向の地表性モグラもいる。

## 形態
ロシアデスマンでは頭胴長（体長）18 - 21.5センチメートル、尾長17 - 21.5センチメートル。シナヒミズでは体長6.3 - 9センチメートル、尾長2.6 - 4.5センチメートル。体型は細長く、円筒形。モグラ類は短い体毛、ヒミズ類は粗い体毛と下毛、デスマン類は防水性の密な下毛と油質の上毛で被われる。
眼は小型で体毛に埋まり、チチュウカイモグラなどのように皮膚に埋もれる種もいる。明度はわかるものの、視覚はほとんど発達しない。ヒミズ類の一部を除き耳介はない。鼻面は長く管状で、下唇よりも突出する。鼻面には触毛を除いて体毛はなく、ホシバナモグラでは吻端に肉質の突起がある。モグラ類は前肢が外側をむき大型かつほぼ円形で、5本の爪があり土を掘るのに適している。これらは地下で穴を掘って暮らすための適応と考えられる。また、前足は下ではなく横を向いているため、地上ではあまりうまく扱えない。デスマン類では前肢の指に半分ほど、後肢の趾の間には水かきがあり指趾に剛毛が生え水をかくのに適している。触覚が発達し、鼻面や尾などに触毛がある。
陰茎は後方に向かい、陰嚢がない。

## 分類
以前は食虫目Incectivora（無盲腸目、モグラ目）に分類されていた。分子系統学的解析から食虫目をアフリカトガリネズミ目・トガリネズミ形目Soricomorpha・ハリネズミ形目Erinaceomorphaに分割する説が提唱され、本科はそのうちトガリネズミ形目に分類する説が提唱されたこともある。
以下の分類・英名は、MSW3(Hutterer, 2005）に従う。和名は川田ら(2018）に従う。
- アメリカモグラ亜科 Scalopinae
  - ホシバナモグラ族 Condylurini
    - ホシバナモグラ属 Condylura
      - Condylura cristata ホシバナモグラ Star-nosed mole

  - アメリカモグラ族 Scalopini
    - モグラヒミズ属 Parascalops
      - Parascalops breweri モグラヒミズ Hairy-tailed mole

    - トウブモグラ属 Scalopus
      - Scalopus aquaticus トウブモグラ Eastern mole

    - カンスーヒミズ属 Scapanulus
      - Scalopus oweni カンスーヒミズ Gansu mole

    - セイブモグラ属 Scapanus
      - Scapanus latimanus ウスイロセイブモグラ Broad-footed mole
      - Scapanus orarius ヒメセイブモグラ Coast mole
      - Scapanus townsendii セイブモグラ Townsend's mole

- モグラ亜科 Talpinae
  - デスマン族 Desmanini
    - ロシアデスマン属 Desmana
      - Desmana moschata ロシアデスマン Russian desman

    - ピレネーデスマン属 Galemys
      - Galemys pyrenaicus ピレネーデスマン Pyrenean desman

  - アメリカヒミズ族 Neurotrichini
    - アメリカヒミズ属 Neurotrichus
      - Neurotrichus gibbsii アメリカヒミズ Shrew-mole

  - シナヒミズ族 Scaptonychini
    - シナヒミズ属 Scaptonyx
      - Scaptonyx fusicaudus シナヒミズ Long-tailed mole

  - モグラ族 Talpini
    - アジアモグラ属 Euroscaptor
      - Euroscaptor grandis シセンモグラ Greater Chinese mole
      - Euroscaptor klossi クロスモグラ Kloss's mole
      - Euroscaptor longirostris ハシナガモグラ Long-nosed mole
      - Euroscaptor micrura チビオモグラ Himalayan mole
      - Euroscaptor mizura ミズラモグラ Japanese mountain mole
      - Euroscaptor parvidens ドウナガモグラ Small-toothed mole

    - ニホンモグラ属 Mogera
      - Mogera etigo エチゴモグラ Echigo mole
      - Mogera imaizumii アズマモグラ Small Japanese mole
      - Mogera insularis タイワンモグラ Insular mole
      - Mogera tokudae サドモグラ Sado mole
      - Mogera uchidai センカクモグラ Senkaku mole
      - Mogera wogura コウベモグラ Japanese mole

    - アッサムモグラ属 Parascaptor
      - Parascaptor leucura アッサムモグラ White-tailed mole

    - ニオイモグラ属 Scaptochirus
      - Scaptochirus moschatus ニオイモグラ Short-faced mole

    - ヨーロッパモグラ属 Talpa
      - Talpa altaica アルタイモグラ Altai mole
      - Talpa caeca チチュウカイモグラ Blind mole
      - Talpa caucasica コーカサスモグラ Caucasian mole
      - Talpa europaea ヨーロッパモグラ European mole
      - Talpa davidiana イランモグラ Père David's mole
      - Talpa levantis トルコモグラ Levant mole
      - Talpa occidentalis イベリアモグラ Spanish mole
      - Talpa romana ローマモグラ Roman mole
      - Talpa stankovici ギリシャモグラ Balkan mole

  - Urotrichini族
    - Dymecodon ヒメヒミズ属
      - Dymecodon pilirostris ヒメヒミズ True's shrew mole

    - Urotrichus ヒミズ属
      - Urotrichus talpoides ヒミズ Japanese shrew mole

- ミミヒミズ亜科 Uropsilinae
  - ミミヒミズ属 Uropsilus
    - Uropsilus andersoni アンダーソンミミヒミズ Anderson's shrew mole
    - Uropsilus gracilis ホソミミヒミズ Gracile shrew mole
    - Uropsilus investigator ウンナンミミヒミズ Inquisitive shrew mole
    - Uropsilus soricipes ミミヒミズ Chinese shrew mole

## 生態
主に森林や草原の地中に生息するが、デスマン類は水生で河川や湖に生息する。単独で生活し、それぞれの個体が縄張りを形成する。ホシバナモグラは冬季に雌雄が一緒に生活することもある。主に周日行性で1日に複数回の活動周期がある種が多いが、デスマン類は夜行性傾向が強い。
主に昆虫、ミミズなどを食べる。デスマン類は魚類や両生類などの大型の獲物も捕食する。食物を蓄えることもある。年に1回だけ2 - 7頭（例としてヨーロッパモグラはイギリスで平均3.7頭、ロシアで5.7頭）の幼獣を産む。
多くのモグラは地下にトンネルを掘ってその中で生活する。モグラが地表付近にトンネルを掘ったときに、その土が地表を押し上げられて盛り上がった跡を「モグラ塚」という。ただし、ヒミズのように地表で落ち葉の下に浅い溝を掘り生活している種もある。

### 日本のモグラ

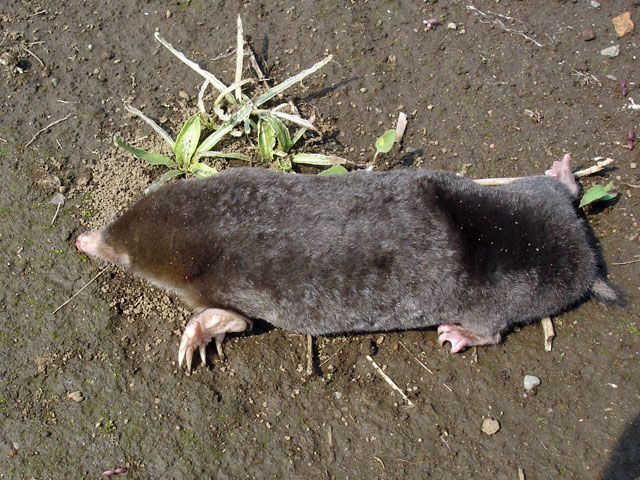
アズマモグラ（日本）

分類には異説もある。すべての種が日本固有種とされる。土竜と漢字を当てられる事が多い。
ほぼ全国で、都市部以外では人家周辺でも普通に「モグラ塚」が見られる。たとえば、都心の孤立した緑地である皇居でも、吹上御所にアズマモグラが生息している。
日本のモグラ類は、“あまりモグラらしくないモグラ”であるヒミズ（日不見）類と、その他の真性モグラ類とに大別される。
ヒミズとヒメヒミズは森林の落ち葉や腐食層の下で暮らすが、動きが素早く、しばしば地上にも現れる半地中生活者である。
2属5種の真性モグラ類のうち、コウベモグラは西日本に、アズマモグラは主に東日本に広く分布する。両者の生息域の境界線は中部地方にあるが、やや大型のコウベモグラが少しずつ東側に生息域を広げつつある。これは、先に大陸から移入したアズマモグラが日本全土に生息域を広げたあとに、新たに大陸から移入してきたコウベモグラが東進しているためともいわれる。
一方、アズマモグラ以前の先住者といわれるコモグラ、ミズラモグラなどは生息域が減少し、山地などに隔離分布するようになってきており、それぞれに程度の差はあるものの、絶滅が危惧されている。
- ヒメヒミズ属 Dymecodon
  - ヒメヒミズ D. pilirostris 【本州・四国・九州、日本固有種】

頭胴長70-84ミリと、非常に小型。外形はモグラとトガリネズミの中間。ヒミズと競合する生息域では個体数が減少する傾向にあり、主にヒミズの進出し難い標高の高い岩礫地に生息する。はっきりしたトンネルは掘らず、落ち葉の下などで単独で生活する。本種のみでヒメヒミズ属を構成する。
- ヒミズ属 Urotrichus
  - ヒミズ U. talpoides} 【本州・四国・九州・淡路島・小豆島・対馬・隠岐・五島列島など、日本固有種】

低山帯に生息する[12]。落ち葉や腐食層に浅いトンネルを掘り、夜間には地表も歩き回る、半地下性の生活を営む。対馬の個体群を亜種として U.t.adversus とすることもある。本種のみでヒミズ属を構成する。
- ミズラモグラ属 Euroscaptor
  - ミズラモグラ E. mizura 【本州（青森県-広島県）、日本固有種】

本州からしか発見されておらず、生息数は少ない。生息域によってヒワミズラモグラ、フジミズラモグラ、シナノミズラモグラの3亜種に分ける説もあり、これらがそれぞれ 準絶滅危惧（NT）（環境省レッドリスト）に指定されている。
- モグラ属 Mogera（Moguraの読み間違いで記載されている）
  - アズマモグラ M. imaizumii (Mogera wogura) 【本州（中部以北（下北半島の山沿いまで[13]）のほか、紀伊半島、広島県などに孤立小個体群）・四国（剣山・石鎚山）・小豆島・粟島（新潟県）、日本固有種】

主に東日本に分布する日本固有種。山地に棲む小型のものがコモグラ M.i.minor として亜種とされることもある。
  - コウベモグラ M. wogura 【本州（中部以西）・四国・九州・対馬・種子島・屋久島・隠岐など】

西日本に生息する大型種で、アジア大陸に近縁種が分布している。屋久島と種子島に生息する小型のものをヤクシマモグラ M.w.kanai として亜種とする説もある。
  - サドモグラ M. tokudae 【本州（越後平野）・佐渡島、日本固有種】準絶滅危惧（NT）（環境省レッドリスト）

越後平野の個体群は、佐渡島のものよりやや大型で、エチゴモグラ M.etigo として別種とする説もあるが、サドモグラの亜種 M. t. etigo とされることが多い。農業基盤整備事業等による環境の改変のため、越後平野の主要な生息地が大型モグラの生息に不利な環境となり、小型種のアズマモグラが侵入するとともに、エチゴモグラは分布域を縮小しつつある。絶滅危惧IB類 (EN)（環境省レッドリスト）
  - センカクモグラ M. uchidai 【尖閣諸島、日本固有種】絶滅危惧IA類 (CR)（環境省レッドリスト）

1976年採取、1991年新種認定。標本は、亜熱帯の尖閣諸島に属する約4平方キロメートルの島、魚釣島の、海岸近くの草地で捕獲されたメスの1体のみ。生息数は非常に少ないと考えられるが、1978年に魚釣島に持ち込まれたヤギの大増殖による環境破壊のために、存続が危ぶまれている。発見当初はNesoscaptor 属を作り Nesoscaptor uchidai として1属1種とされたが、現在はMogera 属に含める説が有力である。

## 人間との関係
毛皮が利用されることもある。イギリスでは乗馬用ズボン・ベスト・婦人用コートなどに利用された。
農業やゴルフ場などでは害獣とみなされることもある。
農地開発、水質汚染、毛皮用の乱獲などにより生息数が減少している種もいる。

## 雑学
- アリストテレスは著書『動物誌』で、唯一眼を持たない動物としてモグラを挙げたとされるが、実際にはメクラネズミを指しているとみられる。
- 西洋ではモグラは盲目の象徴とされる。キリスト教では神の光に盲目な、キリスト教に改宗しない者の隠喩として用いられる[要出典]。この寓意においてモグラと対置されるのは、何でも見通す眼力を有すると考えられたリンクス（オオヤマネコ）である。
- モグラのすみかの近くには必ずある特定のキノコが生えている。これはモグラの糞尿の分解によって生じる高濃度のアンモニアのアルカリ性による土壌微生物相の攪乱に乗じて繁殖するいわゆるアンモニア菌と呼ばれるキノコの一種で、ナガエノスギタケという外菌根性の菌根菌である。そのキノコの下を掘ってみるとモグラの巣のトイレがある。つまり、モグラの巣の中にはトイレの部屋があることが、このキノコの存在で分かる。近縁のナガエノスギタケダマシはモグラの排泄場所以外の動物の死体などに起因するアンモニア攪乱箇所に発生するし、アシナガヌメリはモグラの巣からも発生するが動物の死体の埋葬場所やクロスズメバチの巣の跡でも発生するように生息場所はモグラの巣に限定されないが、ナガエノスギタケの発生はモグラの巣にほぼ限られる[15]。
- 日本では、水田の畦や墓地にヒガンバナが多く見られ、人為的に植えられたと考えられている。その目的は、畦の場合はモグラやネズミ、虫など、水田に穴を作って水漏れを起こさせるなど、水田を荒らす動物がその鱗茎の毒を嫌って避けるようにするためとされる。墓地の場合は、土葬された死体が動物によって荒らされるのを防ぐためとされる。モグラは肉食ゆえにヒガンバナとは無縁という見解もあるが、エサのミミズがヒガンバナを嫌って土中に住まないため、この草の近くにはモグラが来ないともいう。

- モグラの名で呼ばれるもの
  - 地下道やトンネルのことを「モグラ」と揶揄することもあり、地下鉄は「モグラ電車」だと呼ばれたこともあった。他に、上越線の土合駅はトンネル内にあるため「日本一のモグラ駅」、トンネルの多い山陽新幹線は「モグラ新幹線」とも言われた。都営地下鉄大江戸線は、当初愛称名として「ゆめもぐら」が内定していたが、当時の東京都知事であった石原慎太郎の意向で大江戸線に変更された。
  - 諜報機関では、諜報組織の内通者（二重スパイ）のことを「Mole（英語でモグラの意）」という[16][17]。日本の漫画『土竜の唄』は、これを受けている。
- モグラが「水の中を泳ぐように、常に地中をモコモコと掘りながら進み続ける」というのは間違ったイメージである。実際は先祖代々、受け継がれてきた地中に張りめぐらされたトンネルを増築・改修・修理を行いながら利用を続けているというのが主な生態。
- 上記の「もぐらうち」があるように、畑にモグラのトンネルが現れた際にトンネルと接触した農作物の根が食害を受けることがあり、「モグラにかじられた」と言われる事があるが、これは誤りである。モグラは動物食であるため実際に食害しているのはモグラのトンネルを利用したネズミなどによるものである。

## 画像

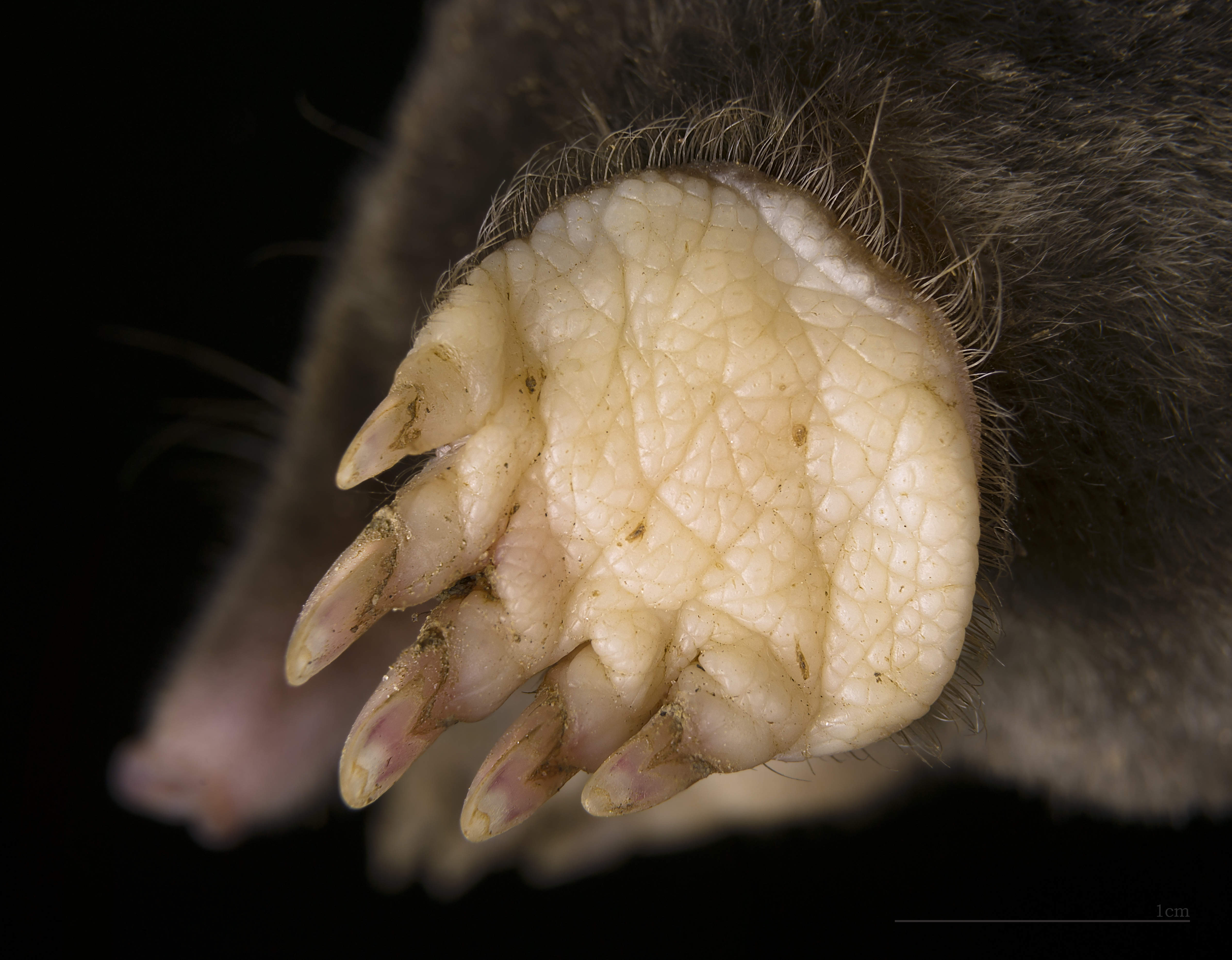
左前脚 （ヨーロッパモグラ）
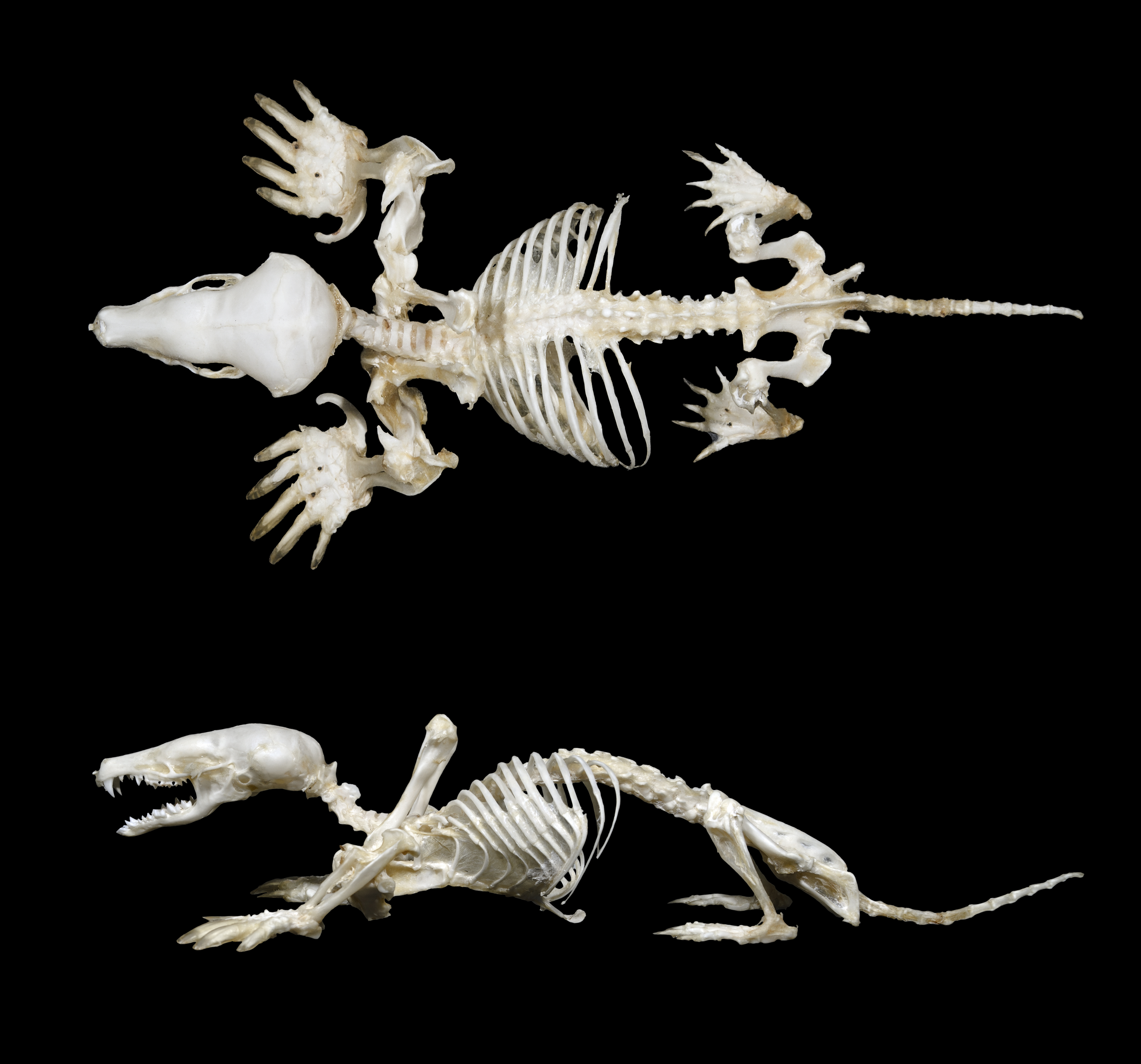
骨格標本 （ヨーロッパモグラ）
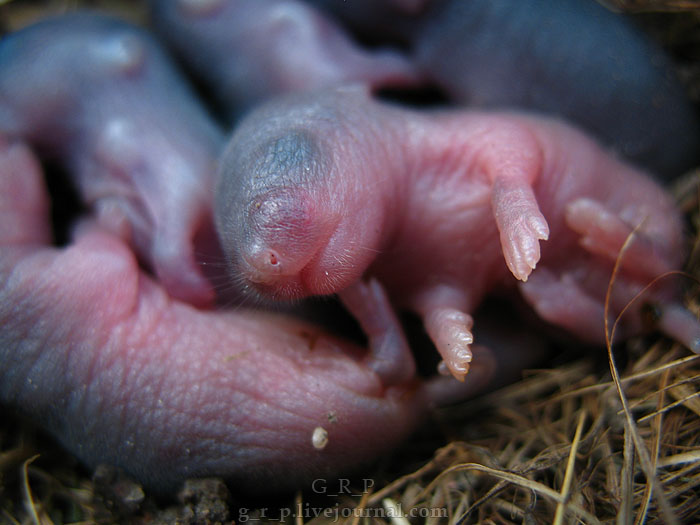
モグラは多産 （ヨーロッパモグラ）
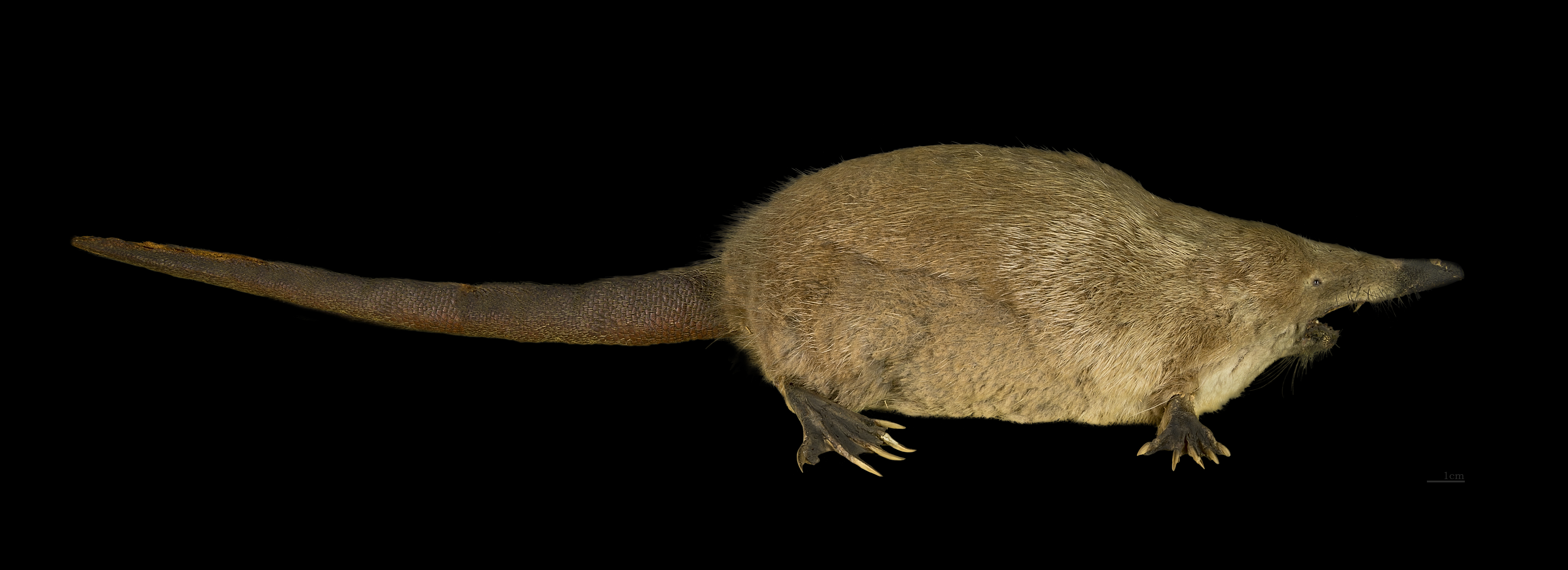
ロシアデスマン D. moschata
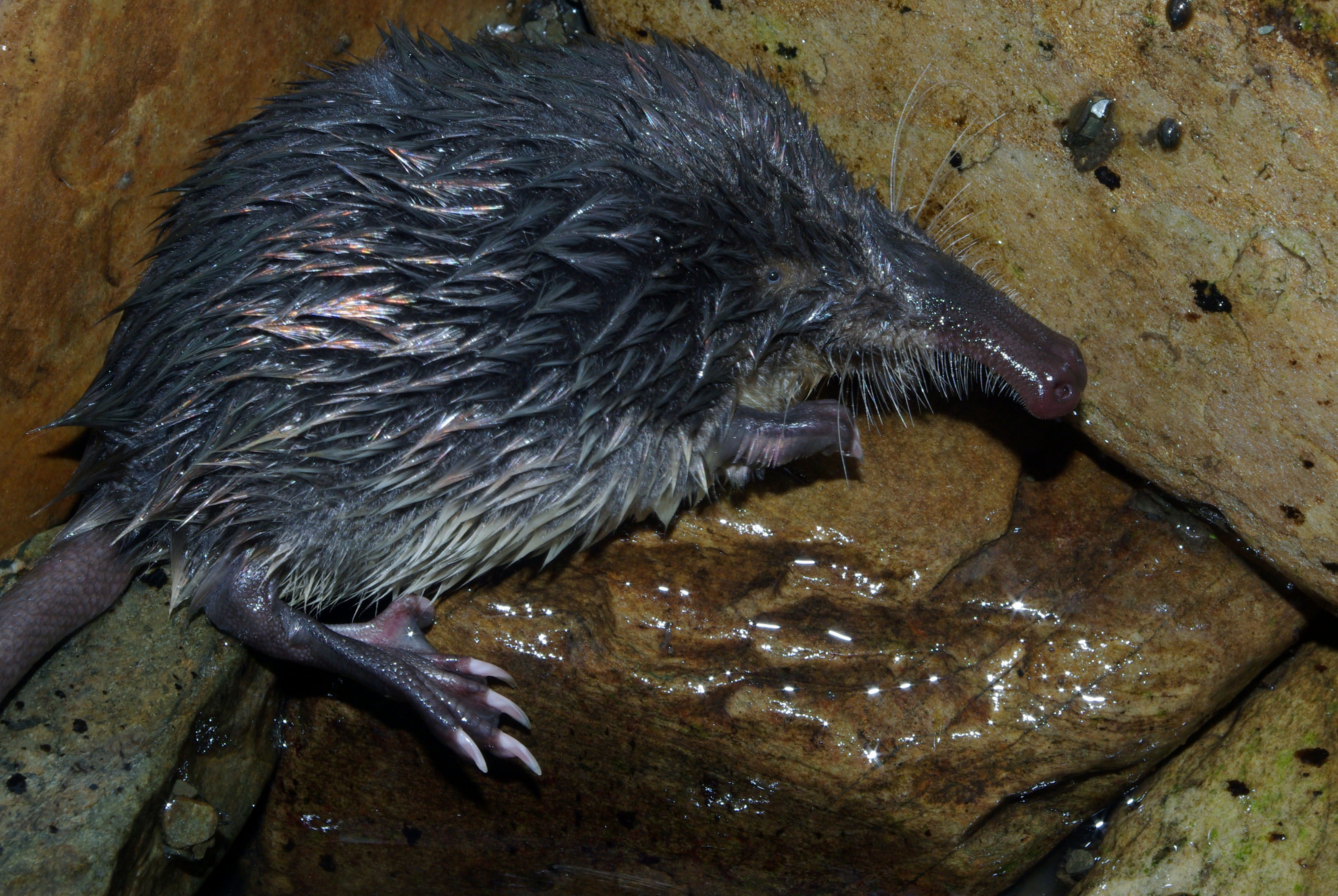
ピレネーデスマン G. pyrenaicus
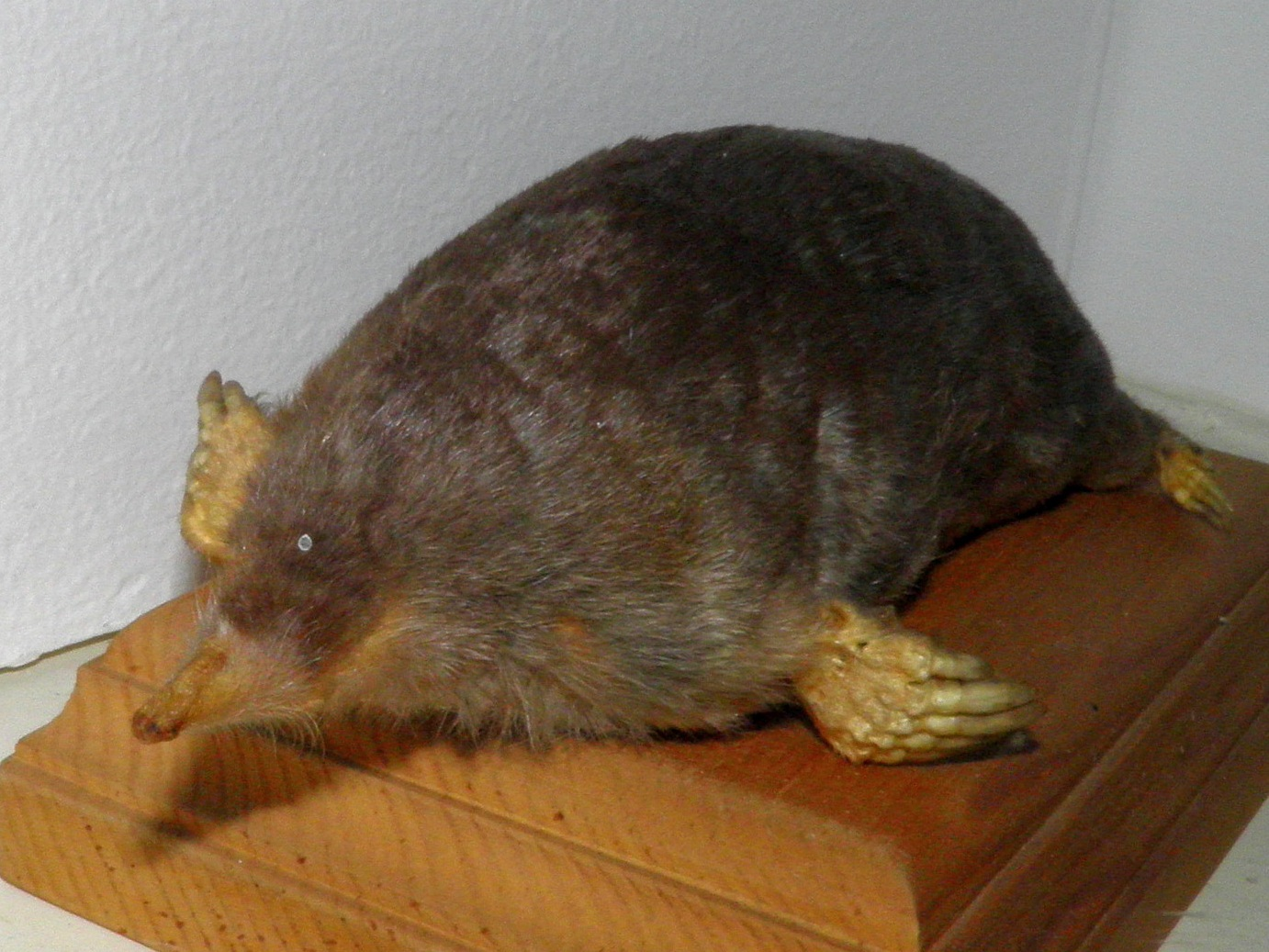
コウベモグラ M. wogura
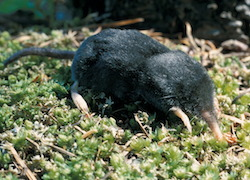
アメリカヒミズ N. gibbsii
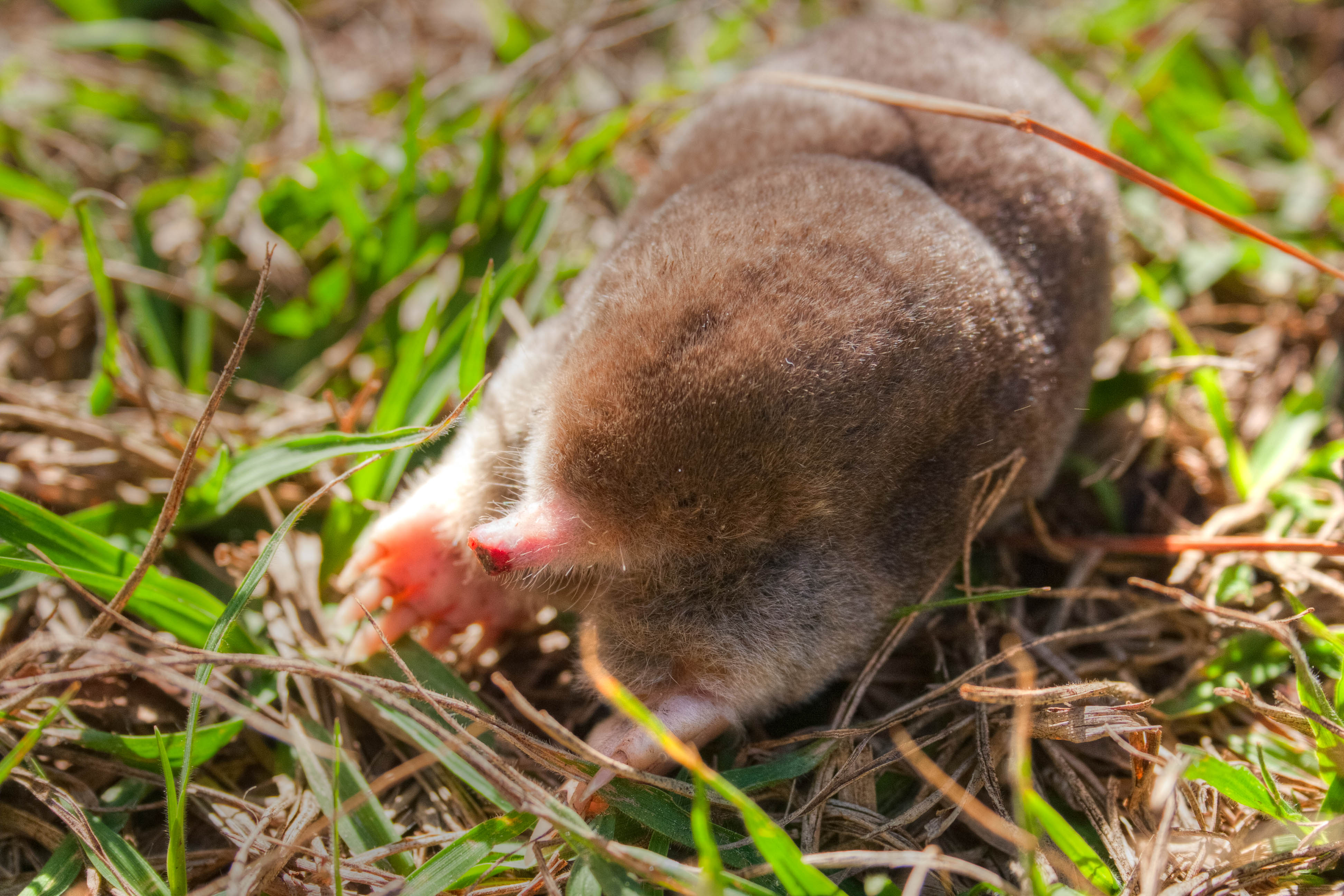
トウブモグラ S. aquaticus
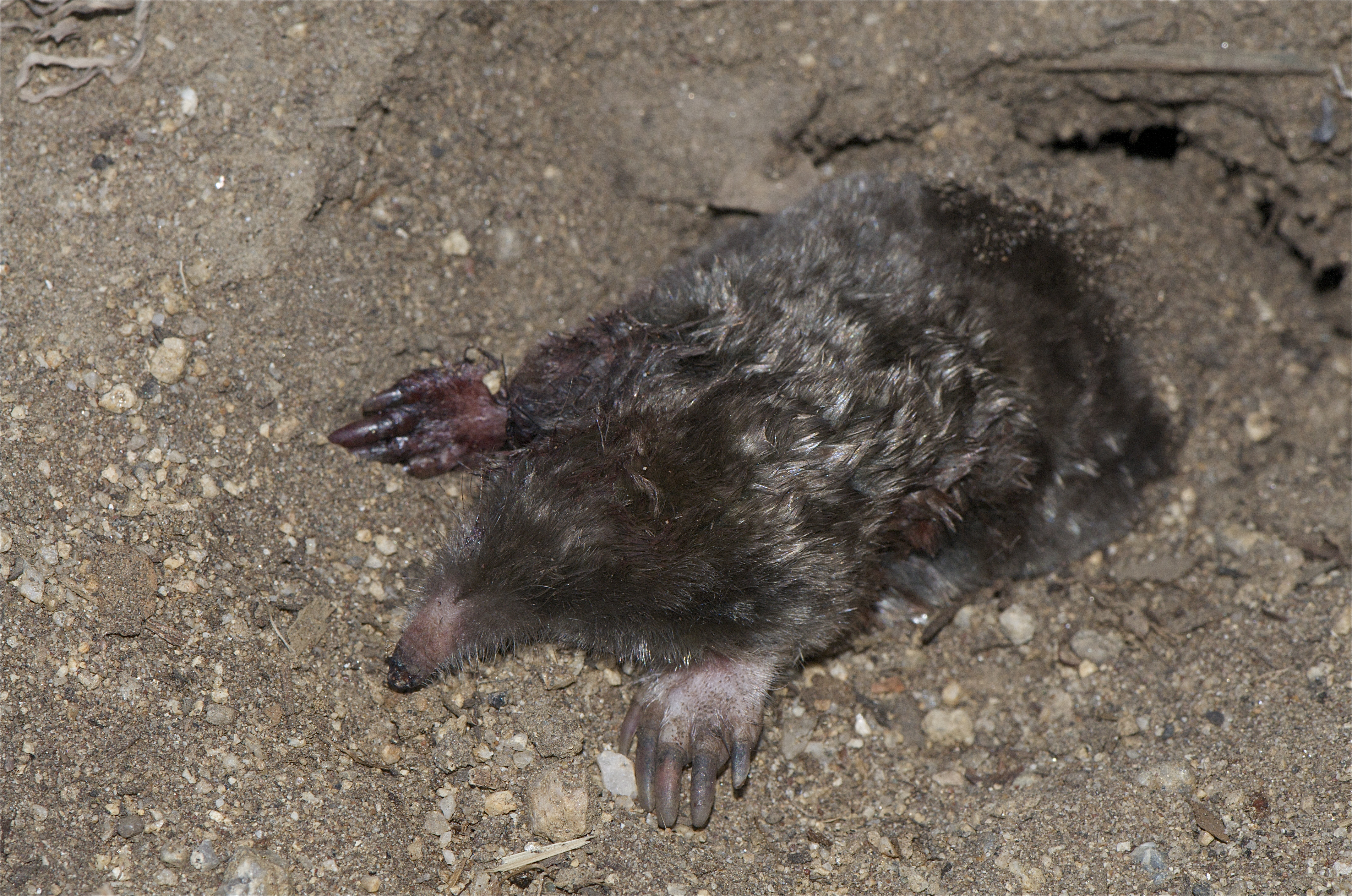
セイブモグラ S. townsendii
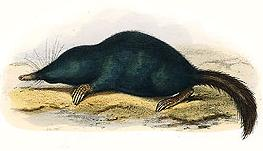
ヒミズ U. talpoides